# Allsvenskan i handboll för herrar 2006
Allsvenskan i handboll för herrar 2006 var säsongen 2005/2006 Sveriges näst högsta handbollsserie på herrsidan under våren. De lag som utgjorde Handbollsallsvenskan 2006 var de fyra främsta lagen från höstsäsongen av division 1 norra samt södra. De två främsta lagen flyttas upp till Elitserien 2006/2007. Trean och fyran fick spela kval mot vinnarna av vårsäsongens division 1 norra samt södra och vinnarna av kvalet mötte elvan och tolvan från Elitserien. Vinnarna i det kvalet flyttas upp och förlorarna fick spela division 1 året därefter.

## Sluttabell
|   |                | S  | V  | O | F  | GM  | IM  | MS  | P  |
| - | -------------- | -- | -- | - | -- | --- | --- | --- | -- |
| 1 | Ystads IF HF   | 14 | 11 | 0 | 3  | 447 | 350 | +97 | 22 |
| 2 | IFK Trelleborg | 14 | 10 | 2 | 2  | 445 | 369 | +76 | 22 |
| 3 | IFK Malmö      | 14 | 8  | 1 | 5  | 389 | 359 | +30 | 17 |
| 4 | IF Hallby HK   | 14 | 8  | 0 | 6  | 357 | 353 | +4  | 16 |
| 5 | Hästö IF       | 14 | 6  | 0 | 8  | 374 | 390 | -16 | 12 |
| 6 | AIK            | 14 | 5  | 1 | 8  | 352 | 395 | -43 | 11 |
| 7 | IFK Tumba      | 14 | 4  | 0 | 10 | 362 | 410 | -48 | 8  |
| 8 | HK Eskil       | 14 | 2  | 0 | 12 | 354 | 451 | -97 | 4  |

Ystads IF HF och IFK Trelleborg till Elitserien 2006/2007. IFK Malmö och IF Hallby HK till kval mot vinnarna i de båda division 1-serierna. Resterande lag spelar i division 1 säsongen 2006/2007.